# 알아흘리 사우디 FC
알아흘리 사우디 풋볼 클럽(아랍어: النادي الأهلي السعودي, 영어: Al-Ahli Saudi Football Club), 일반적으로 알아흘리(아랍어: الأهلي, 영어: Al-Ahli)로 알려진 이 클럽은 사우디아라비아 지다에 연고를 둔 사우디 프로페셔널리그 소속의 프로 축구 클럽이다. 사우디 축구 1부 리그인 사우디 프로페셔널리그에 참가하고 있으며, 총 52개의 공식 대회를 우승하여 사우디아라비아에서 세 번째로 많은 우승 기록을 보유하고 있다.
1937년에 창단된 이래로 알아흘리는 사우디아라비아에서 가장 성공적인 축구 클럽 중 하나로 평가받고 있다. 국제 대회에서는 AFC 챔피언스리그 엘리트 1회 우승 기록을 가지고 있으며, 국내 대회에서는 사우디 프로페셔널리그 3회, 사우디아라비아 국왕컵 13회, 사우디 크라운 프린스컵 6회, 사우디 슈퍼컵 1회, 연맹컵 5회, 마수아프컵 3회를 각각 우승하였다. 국제 클럽 대항전에서는 AGCFF 걸프 클럽 챔피언스리그 3회 (공동 최다 우승 기록)와 아랍 클럽 챔피언스 컵 1회를 우승하였다. 또한 알아흘리는 사우디 클럽 최초로 리그와 국왕컵을 같은 시즌 (1978년, 2016년)에 동시에 우승한 바 있다.
알아흘리는 사우디 프로리그의 창립 멤버 네 팀 중 하나이며, 2021–22년 시즌까지 한 번도 1부 리그에서 강등된 적이 없었다. 다른 세 팀은 알아흘리와 함께 리그 창립을 주도한 알힐랄, 알이티하드, 알나스르이다. 알아흘리는 2014년부터 2016년까지 리그 51경기 무패 행진을 이어가며 사우디 프로리그 역사상 최장 무패 기록을 보유하고 있다.
알아흘리의 홈 경기는 킹 압둘라 스포츠 시티에서 열린다. 이 경기장은 "빛나는 보석 경기장"(The Shining Jewel Stadium)으로도 알려져 있으며, 같은 지다 연고의 오랜 라이벌인 알이티하드와 함께 사용하고 있다. 총 수용 인원은 약 63,000명으로, 사우디아라비아에서 두 번째로 큰 경기장이다.

## 역사
알아흘리 클럽은 1937년 네 명의 청년들에 의해 창단되었다. 클럽은 지다에서 가장 큰 거리인 프린스 무함마드 빈 압둘아지즈 거리에 위치해 있다. 알아흘리의 창립 아이디어는 알팔라 학교의 학생들로부터 시작되었으며, 이 학교는 지다에서 가장 오래된 교육 기관이다.
알아흘리 클럽의 명예 위원장 및 명예 회원 회장을 역임한 칼리드 빈 압둘라 빈 압둘아지즈 왕자는 클럽의 역사 속에서 중요한 인물로, 압둘아지즈 알 앙카리가 클럽을 이끌던 시기에 경영진으로 참여하였다. 브라질 출신의 전설적인 감독 텔레 산타나는 1983년부터 1985년까지 알아흘리를 이끌었으며, 재임 기간 동안 1983년 국왕컵과 1984년 리그 우승을 포함해 두 개의 주요 타이틀을 차지하였다. 알아흘리는 국왕컵 결승전에 총 18회 진출하였으며, 이 중 13회 우승, 5회 준우승을 기록하였다.
2014년부터 2016년까지, 스위스 출신의 감독 크리스티안 그로스의 지휘 아래 알아흘리는 총 네 개의 타이틀을 차지하였다. 이는 2014–15년 사우디 크라운 프린스컵, 2015–16년 사우디 프로페셔널리그, 그리고 2016년 국왕컵을 포함한다. 알아흘리는 AFC 챔피언스리그를 제외한 참가한 모든 주요 대회를 제패한 바 있으며, 이 대회에서는 두 차례 결승에 진출했으나 모두 준우승에 머물렀다. 해당 대회에서의 준우승은 1985–86년 아시안 클럽 챔피언십과 2012년 AFC 챔피언스리그에서 기록되었다. 또한 알아흘리는 아시아 대회 결승전에 진출한 최초의 사우디아라비아 클럽이기도 하다. 클럽은 알힐랄, 알나스르, 그리고 지역 라이벌인 알이티하드와 함께 사우디아라비아의 4대 명문 클럽 중 하나로 꼽힌다.

### 디에고 마라도나와 알아흘리의 인연
1987년, 알아흘리 창단 50주년 기념 행사 기간 중, 아르헨티나의 전설적인 축구 선수 디에고 마라도나가 알아흘리를 위해 특별 출연하였다. 마라도나는 지다에서 열린 기념 경기에 알아흘리 유니폼을 입고 참가하였으며, 이는 클럽 역사에서 상징적인 순간으로 남아 있다.

### 알아흘리 대 FC 바르셀로나 친선 경기 (2016년)
2016년 12월 13일, 알아흘리는 카타르 도하의 타니 빈 자심 스타디움에서 FC 바르셀로나와 친선 경기를 치렀다. 이 경기는 당시 양 구단의 공식 후원사였던 카타르 항공이 주최한 "챔피언스 매치"의 일환으로 진행되었다.
경기 결과는 바르셀로나의 5–3 승리로 끝났으며, 바르셀로나는 리오넬 메시, 네이마르, 루이스 수아레스, 파코 알카세르, 하파에우 아우칸타라가 각각 득점하였다. 알아흘리 역시 세 골을 넣으며 응수하였다.

### 2025년 AFC 챔피언스리그 엘리트
2025년 5월 3일, 알아흘리는 2024-25년 AFC 챔피언스리그 엘리트 결승전에서 일본의 가와사키 프론탈레를 2–0으로 꺾고 대회 우승을 차지하였다. 경기는 지다의 킹 압둘라 스포츠 시티에서 열렸다. 갈레누는 전반 35분, 박스 밖에서 오른쪽 상단 구석을 향한 중거리 슛으로 선제골을 기록하였고, 프랑크 케시에는 전반 42분 헤더로 추가골을 넣었다. 두 골 모두 호베르투 피르미누의 도움에서 비롯되었다. 이 우승은 알아흘리의 AFC 챔피언스리그 첫 번째 우승이다.

## 선수 명단

### 현재 선수 명단
2025년 7월 5일 기준
참고: FIFA 자격 규정에 따라 소속된 국가대표팀 국기를 표시합니다. 선수는 복수의 FIFA 비회원국 국적을 가지고 있을 수 있습니다.
| 번호 | 포지션 | 국적           | 이름                     |
| ---- | ------ | -------------- | ------------------------ |
| 1    | GK     | 사우디아라비아 | 압둘라흐만 알산비        |
| 3    | DF     |                | 호제르 이바녜스          |
| 6    | DF     | 사우디아라비아 | 바삼 알후라이지          |
| 7    | FW     | 알제리         | 리야드 마레즈            |
| 8    | MF     | 사우디아라비아 | 수마이한 알나비트        |
| 10   | FW     |                | 호베르투 피르미누 (주장) |
| 14   | MF     | 사우디아라비아 | 에이드 알 무왈라드       |
| 15   | DF     | 사우디아라비아 | 압둘라 알암마르          |
| 16   | GK     | 세네갈         | 에두아르 멘디            |
| 19   | MF     | 사우디아라비아 | 파하드 알라시디          |
| 27   | DF     | 사우디아라비아 | 알리 마지라시            |
| 28   | DF     | 튀르키예       | 메리흐 데미랄            |
| 29   | MF     | 사우디아라비아 | 모함메드 알마지하드      |
| 30   | MF     | 사우디아라비아 | 지야드 알조하니          |
| 31   | DF     | 사우디아라비아 | 사드 발로바이드          |
| 39   | MF     | 사우디아라비아 | 야신 알주바이디          |
| 46   | DF     | 사우디아라비아 | 라얀 하미두              |

| 번호 | 포지션 | 국적           | 이름                   |
| ---- | ------ | -------------- | ---------------------- |
| 62   | GK     | 사우디아라비아 | 압둘라 압도흐          |
| 65   | DF     | 사우디아라비아 | 파이살 알시비야니      |
| 79   | MF     | 코트디부아르   | 프랑크 케시에 (부주장) |
| 95   | MF     | 사우디아라비아 | 아이만 팔라타          |
| 99   | FW     | 잉글랜드       | 아이번 토니            |

### 기타 선수 명단
참고: FIFA 자격 규정에 따라 소속된 국가대표팀 국기를 표시합니다. 선수는 복수의 FIFA 비회원국 국적을 가지고 있을 수 있습니다.
| 번호 | 포지션 | 국적           | 이름              |
| ---- | ------ | -------------- | ----------------- |
| 23   | DF     | 북마케도니아   | 에즈잔 알리오스키 |
| 33   | GK     | 사우디아라비아 | 나와프 샤에안     |
| 44   | MF     | 사우디아라비아 | 나이프 바크리     |

| 번호 | 포지션 | 국적           | 이름                |
| ---- | ------ | -------------- | ------------------- |
| 71   | GK     | 사우디아라비아 | 모함메드 알루바이에 |
| —    | MF     | 사우디아라비아 | 아흐메드 바사스     |

### 임대 선수 명단
참고: FIFA 자격 규정에 따라 소속된 국가대표팀 국기를 표시합니다. 선수는 복수의 FIFA 비회원국 국적을 가지고 있을 수 있습니다.
| 번호 | 포지션 | 국적           | 이름                                      |
| ---- | ------ | -------------- | ----------------------------------------- |
| 35   | DF     | 사우디아라비아 | 아흐메드 알나클리 (알콜루드로 임대)       |
| 66   | DF     | 사우디아라비아 | 압둘라흐만 알자흐라니 (알부키리야로 임대) |
| 94   | FW     |                | 마르캉 (우한 싼전으로 임대)               |
| —    | GK     | 사우디아라비아 | 가산 바르카위 (알아인으로 임대)           |

| 번호 | 포지션 | 국적           | 이름                              |
| ---- | ------ | -------------- | --------------------------------- |
| —    | FW     | 감비아         | 모두 배로 (시바스스포르로 임대)   |
| —    | FW     | 사우디아라비아 | 무라드 코다리 (알오크두드로 임대) |
| —    | FW     | 사우디아라비아 | 야지드 알감디 (알아인으로 임대)   |

## 역대 감독
| 감독                   | 임기        |
| ---------------------- | ----------- |
| 발지르 페헤이라        | 1978 ~ 1981 |
| 텔레 산타나            | 1983 ~ 1985 |
| 루이스 펠리피 스콜라리 | 1991        |
| 세르지우 파리아스      | 2010        |
| 비토르 페레이라        | 2013        |
| 브란코 이반코비치      | 2019        |
| 마티아스 야이슬레      | 2023 ~      |

## 우승 기록
- AFC 챔피언스리그 엘리트
  - 우승 : 2025
  - 준우승 : 1986, 2012

- 사우디아라비아 프리미어리그
  - 우승 : 1969, 1978, 1984, 2016

- 황태자컵
  - 우승 : 1957, 1970, 1998, 2002, 2007, 2015

- 킹스컵
  - 우승 : 1962, 1965, 1969, 1970, 1971, 1972, 1977, 1978, 1979, 1983, 2011, 2012, 2016

- 사우디 연맹컵
  - 우승 : 2001, 2002, 2007, 2012, 2013

- 아랍 챔피언스리그
  - 우승 : 2003

- 걸프 클럽 챔피언십
  - 우승 : 1985, 2002, 2008